# Coelichneumon femoralis
Coelichneumon femoralis är en stekelart som beskrevs av Tohru Uchida 1927. Coelichneumon femoralis ingår i släktet Coelichneumon och familjen brokparasitsteklar. Inga underarter finns listade i Catalogue of Life.